# Dicranota (Dicranota) divaricata
Dicranota (Dicranota) divaricata is een tweevleugelige uit de familie Pediciidae. De soort komt voor in het Nearctisch gebied.